# Flusso genico
Il flusso genico è la diffusione dei geni fra popolazioni, per migrazioni di individui in età riproduttiva, per dispersione di propaguli o, nel caso delle piante, per dispersione dei gameti sotto forma di polline seguiti da riproduzione. 
Il flusso genico ha due effetti principali sulle popolazioni: 
- può cambiare le frequenze alleliche della popolazione ricevente;
- può contribuire con nuovi geni al pool genico della popolazione ricevente (favorendo la dispersione di alleli unici e fungendo da fonte di variabilità genetica alternativa all'insorgenza di una nuova mutazione, evento generalmente raro).

In definitiva, l'effetto globale del flusso genico è quello di aumentare il polimorfismo di una popolazione e, allo stesso tempo, di ridurre le differenze genetiche medie tra le popolazioni. Questo scambio di geni diventa quindi una forza unificante che tende a prevenire che le popolazioni evolvano tra di loro differenze dal punto di vista genetico.